# گابریل کالدرون
گابریل کالدرون (انگلیسی: Gabriel Calderón؛ زادهٔ ۷ فوریهٔ ۱۹۶۰) بازیکن پیشین و مربی کنونی فوتبال اهل آرژانتین است.
کالدرون سابقه بازی در تیم‌های مطرحی از جمله راسینگ کلاب و اتلتیکو ایندپندینته آرژانتین، رئال بتیس اسپانیا و پاری سن ژرمن فرانسه را در کارنامه دارد. او عضوی از تیم ملی زیر ۲۰ سال آرژانتین بود که موفق به قهرمانی در جام جهانی جوانان ۱۹۷۹ شد. او هم‌چنین در جام جهانی ۱۹۸۲ اسپانیا و جام جهانی ۱۹۹۰ ایتالیا به میدان رفت. پس از بازنشستگی، او هدایت تیم‌های در دسته های پایینتر چون باشگاه فوتبال استاد مالرب كان و باشگاه فوتبال لوزان-اسپورت و تیم‌هایی در خاورمیانه از جمله تیم ملی فوتبال عربستان سعودی، تیم ملی فوتبال عمان، تیم ملی فوتبال بحرین، باشگاه فوتبال الاتحاد عربستان، باشگاه فوتبال الهلال عربستان، باشگاه فوتبال بنی یاس امارات، باشگاه فوتبال الوصل امارات ، باشگاه فوتبال القطر ، باشگاه فوتبال پرسپولیس  و باشگاه ورزشی الخلیج خور فکان را در کارنامه دارد. او در اولین دربی ایران که سرمربی پرسپولیس بود توانست استقلال رو شکست بدهد

## حواشی حضور در لیگ ایران
کالدرون در تاریخ ۱۰ تیر ۱۳۹۸، هدایت پرسپولیس را بر عهده گرفت و جانشین برانکو ایوانکوویچ شد. او به مدت نیم فصل هدایت پرسپولیس را بر عهده داشت. او در تاریخ ۲۲ دی ۱۳۹۸، در حالی که پرسپولیس در صدر جدول لیگ برتر ایران و نیمه نهایی جام حذفی قرار داشت، به دلیل عدم پرداخت مطالبات مالی و اختلاف با مدیران باشگاه، از پرسپولیس جدا شد. کسب مقطعی بهترین خط دفاعی لیگ برتر، پیروزی در بازی‌های خارج از خانه پرسپولیس در لیگ برتر و مبارزه با بازیکن‌سالاری های متداوم این باشگاه از جمله نکات مثبت دوران حضور کالدرون در پرسپولیس بود. وی در مصاحبه‌ای با العربیه گفت: «کار در ایران (باشگاه پرسپولیس) بزرگترین اشتباه دوران مربیگری‌ام بوده‌است.»

## حواشی
اختلاف شدید او با محمدحسن انصاری‌فرد، مدیرعامل پرسپولیس و افشین پیروانی، سرپرست تیم از جمله دلایل جدایی او از پرسپولیس بود؛ تا جایی که او یکی از شروطش برای بازگشت را برکناری سرپرست و مدیرعامل پرسپولیس اعلام کرد که با مخالفت باشگاه پرسپولیس مواجه شد. از دیگر شروط کالدرون برای بازگشت، افزایش مبلغ قرارداد خود و دستیارانش برای نیم فصل دوم بود.

## آمار مربیگری
تا تاریخ ۱۲ ژانویه ۲۰۲۰
| تیم           | از           | تا          | رکورد | رکورد | رکورد | رکورد | رکورد  | رکورد    | رکورد | رکورد |
| تیم           | از           | تا          | بازی  | برد   | مساوی | باخت  | گل زده | گل خورده | +/-   | برد%  |
| ------------- | ------------ | ----------- | ----- | ----- | ----- | ----- | ------ | -------- | ----- | ----- |
| کان           | ژوئیه ۱۹۹۷   | مه ۲۰۰۰     | ۱۱۸   | ۴۳    | ۳۹    | ۳۶    | ۱۵۸    | ۱۳۱      | ۲۷+   | ۰۳۶   |
| لوزان-اسپورت  | ژوئیه ۲۰۰۳   | دسامبر ۲۰۰۳ | ۱۵    | ۵     | ۵     | ۵     | ۲۳     | ۲۲       | ۱+    | ۰۳۳   |
| عربستان سعودی | نوامبر ۲۰۰۴  | دسامبر ۲۰۰۵ | ۲۰    | ۹     | ۴     | ۷     | ۲۶     | ۲۲       | ۴+    | ۰۴۵   |
| عمان          | آوریل ۲۰۰۷   | ژوئن ۲۰۰۸   | ۲۸    | ۱۳    | ۱۱    | ۴     | ۳۴     | ۲۷       | ۷+    | ۰۴۶   |
| الاتحاد       | ژوئن ۲۰۰۸    | ژانویه ۲۰۱۰ | ۶۳    | ۴۴    | ۱۱    | ۸     | ۱۵۳    | ۷۶       | ۷۷+   | ۰۷۰   |
| الهلال        | دسامبر ۲۰۱۰  | ژوئیه ۲۰۱۱  | ۳۷    | ۲۵    | ۹     | ۳     | ۷۳     | ۳۱       | ۴۲+   | ۰۶۸   |
| بنی یاس       | نوامبر ۲۰۱۱  | مه ۲۰۱۲     | ۲۴    | ۱۱    | ۷     | ۶     | ۴۰     | ۳۳       | ۷+    | ۰۴۶   |
| بحرین         | اکتبر ۲۰۱۲   | اوت ۲۰۱۳    | ۲۱    | ۹     | ۸     | ۴     | ۲۲     | ۱۶       | ۶+    | ۰۴۳   |
| رئال بتیس     | ژانویه ۲۰۱۴  | مه ۲۰۱۴     | ۲۱    | ۶     | ۳     | ۱۲    | ۲۳     | ۳۷       | ۱۴−   | ۰۲۹   |
| الوصل امارات  | اکتبر ۲۰۱۴   | مه ۲۰۱۶     | ۱۹    | ۷     | ۶     | ۶     | ۳۲     | ۳۱       | ۱+    | ۰۳۷   |
| القطر         | سپتامبر ۲۰۱۷ | نوامبر ۲۰۱۷ | ۹     | ۱     | ۱     | ۷     | ۸      | ۲۱       | ۱۳−   | ۰۱۱   |
| پرسپولیس      | ژوئیه ۲۰۱۹   | ژانویه ۲۰۲۰ | ۱۹    | ۱۴    | ۱     | ۴     | ۲۴     | ۷        | ۱۷+   | ۰۷۴   |
| خور فکان      | فوریه ۲۰۲۲   | ژوئن ۲۰۲۲   | ۱۳    | ۴     | ۱     | ۸     | ۲۱     | ۲۷       | ۶ -   | ۳۱    |
| مجموع         | مجموع        | مجموع       | ۳۹۴   | ۱۸۷   | ۱۰۵   | ۱۰۲   | ۶۲۱    | ۴۵۴      | ۱۶۷+  | ۰۴۷   |

## افتخارات

### بازیکن
پاری سن ژرمن
- لیگ ۱ فرانسه، نایب قهرمان: ۸۹–۱۹۸۸

سیون سوئیس
- سوپر لیگ فوتبال سوئیس: ۹۲–۱۹۹۱
- جام حذفی فوتبال سوئیس: ۱۹۹۱

تیم ملی فوتبال زیر ۲۰ سال آرژانتین
- جام جهانی فوتبال زیر ۲۰ سال: ۱۹۷۹

تیم ملی فوتبال آرژانتین
- جام جهانی فوتبال، نایب قهرمان: ۱۹۹۰

### سرمربی
تیم ملی عربستان
- صعود به جام جهانی ۲۰۰۶

الاتحاد عربستان
- لیگ برتر عربستان: ۰۹–۲۰۰۸
- جام پادشاهی عربستان: ۲۰۱۰
- لیگ قهرمانان آسیا، نایب قهرمان: ۲۰۰۹

الهلال عربستان
- لیگ برتر عربستان: ۱۱–۲۰۱۰
- جام ولی‌عهد عربستان: ۲۰۱۱